# Zespoły uwarunkowane kulturowo
Zespoły uwarunkowane kulturowo (ang. culture-bound syndromes) – grupa specyficznych zaburzeń psychicznych, charakterystycznych dla danych obszarów kulturowych. Zespoły te nie spełniają kryteriów zachodnich systemów diagnostycznych bądź przyjętych zestawów kryteriów (DSM-IV, ICD-10).
Niektóre zespoły uwarunkowane kulturowo:
- amok
- falling out
- hwa-byung
- koro
- latah
- pibloktoq
- skaczący Francuz z Maine
- syndrom jerozolimski
- taijin kyofusho
- wendigo